# Ник Вилер
Ник Вилер (енгл. Nick Wheeler; 20. март 1982) је главни гитариста, певач и клавијатуриста групе The All-American Rejects.

## Биографија
Вилер је завршио средњу школу у свом родном граду Стилвотеру у Оклахоми 2000. године. На журци, на којој је његов тадашњи бенд Drowning Fish свирао, Ник је упознао Тајсона Ритера. Неколико месеци касније, Ник напушта бенд и одлази са Тајсоном у Њујорк да сниме албум. 2001. године објављују демо албум Same girl, new songs а следеће године придружују им се Крис Гејлор и Мајк Кенерти, те тада објављују албум The All-American Rejects. 2005. објављују албум Move Along и истоимена песма побеђује у две категорије на Ем-Ти-Вијевим музичким наградама 2006.